# Henry Peyrottes
Henry Peyrottes, né le 1er septembre 1927 à Castelnaudary et mort le 22 octobre 2012 à Saint-Jean, est un artiste lyrique français, baryton d'opéra. Il a  fait ses débuts en 1952 à l'Opéra-Comique dans le rôle de l'Oncle Bonze de Madame Butterfly. Débute ensuite à l'Opéra dans Valentin de Faust le 15 octobre 1956 et y chante ensuite Rigoletto et la Tosca (Scarpia). Il aborde également en province et à l'étranger de très nombreux rôles de sa tessiture et les chantera sans interruption jusque dans les années 1980.

## Répertoire d'Henry Peyrottes
L'Africaine (Nélusko), Aïda (Amonasro), La Bohème (Schaunard), Cavalleria rusticana (Alfio), Les Contes d'Hoffmann, Don Carlos (Posa), Faust (Valentin), La Favorite (le roi Alphonse), Guillaume Tell (rôle-titre), Hérodiade (Hérode), La Houppelande (Michel), Les Huguenots (Nevers), Lakmé (Nilakantha), Lohengrin (Telramund), Louise (le père), Manon (le comte), Mireille (Ourrias), Othello (Iago), Paillasse (Tonio), Les Pêcheurs de perles (Zurga), Rigoletto (rôle-titre), Le Roi d'Ys (Karnac), Roméo et Juliette (Mercutio à l’ORTF en 1960), Samson et Dalila (le grand prêtre), Sigurd (Gunther), Thaïs (Athanael), Tosca (Scarpia), La traviata (Georges D’Orbel), Le Trouvère (le comte), Les Vêpres siciliennes (Guy de Monfort, à Londres pour la BBC).
En dehors du répertoire classique de baryton d’opéra, il a également créé Le Fou de Marcel Landowski à Nancy le 1er février 1956.
En 1968, il assure la création à l'Opéra de Nice de David de Darius Milhaud.
Il a également chanté le rôle du directeur dans Les Mamelles de Tirésias de Francis Poulenc, le marquis de La Force dans Dialogues des carmélites et John Sorel dans Le Consul de Gian Carlo Menotti (Nancy 1973).

## Discographie
Les Vêpres siciliennes
- Peyrottes, Bonhomme, Brumaire.
- Direction : Mario Rossi
- Date : 19 août 1969
- Lieu : Londres (BBC) Édité chez Arkadia

L'Africaine
- Monteil, Poncet, Peyrottes, Giband, Esposito
- Direction : Robert Wagner  Disques Philips